# Ángela Carrasco
Ángela Altagracia Carrasco Rodríguez (Pepillo Salcedo, República Dominicana, 23 de enero de 1952), más conocida artísticamente como Ángela Carrasco, es una cantautora, actriz y profesora de canto dominicana.
Previo a su éxito en el canto, Carrasco participó como actriz en 1975 representando a María Magdalena en la versión española de la ópera rock Jesucristo Superstar, junto a Camilo Sesto; además de actuar en varias obras musicales y programas televisivos españoles.
En sus más de 45 años de carrera y con varios discos grabados, Ángela Carrasco ha ganado varios premios musicales. En 2009, fue honrada con un casandra especial en la XXV edición de los Premios Casandra en la República Dominicana, y en 2015 se le concedió el premio a la excelencia musical en los Premios Grammy Latinos por sus contribuciones artísticas.

## Biografía
Carrasco nació el 23 de enero de 1951 en Pepillo Salcedo, Montecristi, República Dominicana. Es hija de Blas de Jesús Carrasco Gómez, un guitarrista que había formado una academia de música, y de Ángela Rodríguez, una cantante que nunca pudo ejercer por sus responsabilidades familiares. Es la cuarta de siete hermanos.
A los siete años hizo su primera incursión en el mundo de la publicidad, interpretando el tema de un anuncio para una bebida. Se presentó junto a su padre en un auditorio de su país interpretando un tema del compositor dominicano Salvador Sturla. A los trece años, junto a sus hermanas, comenzó a impartir clases de guitarra en la Escuela de Música Salvador Sturla, de la cual su padre era director de arte y propietario. A los quince años, Carrasco se convirtió en presentadora en un programa de televisión llamado Órbita y se destacó en el programa Cascada de éxitos. En este período tuvo una participación activa en el mundo artístico dominicano y, en 1972, logró obtener una beca del Instituto Hispánico para estudiar decoración y diseño en España, estableciéndose en Madrid.
Su primera oportunidad surgió en 1974 en el programa de La 1 de Televisión Española ¡Señoras y señores!, en la versión dirigida por Valerio Lazarov. En ese programa, Carrasco comenzó como una de las tres azafatas, junto a Norma Duval y Carmen Platero, para luego, meses más tarde, ascender a presentadora oficial, primero junto a Blanca Estrada, y después junto a María José Cantudo, durante algo más de un año. Esta experiencia, en la que ya tuvo la oportunidad de cantar y bailar en cada programa ante los telespectadores españoles al realizarse todas las presentaciones de los artistas invitados cantadas, le sirvió de trampolín al cine y a la televisión. En 1975, llegó la oportunidad de oro a través de la ópera rock Jesucristo Superstar donde interpretó a María Magdalena, junto a Camilo Sesto, quien la elige para interpretar dicho personaje, tras obtener los derechos para realizar el montaje y la producción de la obra en castellano. La obra fue destacada en diversas portadas de revistas, ganó premios y reconocimientos, llegando a alcanzar los primeros lugares en las listas de popularidad junto al álbum de Camilo Sesto Jesucristo Superstar, tanto en España como en Centroamérica y Sudamérica. En agosto de 1976, Carrasco dejó la obra para ser madre de su primer hijo, y también comenzó a escucharse el tema «No, no hay nadie más», resultando un éxito que logró marcas en ventas igual a cualquier cantante masculino del momento.
Meses más tarde Carrasco y el productor y compositor Camilo Sesto, quien produjo y compuso la mayoría de los éxitos de su carrera, se embarcan en una gira musical que recorrió varios países de América, incluyendo Estados Unidos, donde su aparición en el Madison Square Garden de Nueva York los convirtió en el dúo más famoso de habla castellana del momento. Sesto le produjo éxitos como «Amigo mío, cuenta conmigo», «Mamma», «Quiéreme», «Quererte a ti», entre otros. Carrasco y Sesto luego se convertirían en el dúo por excelencia de la época  realizando juntos por lo menos tres giras más por América. Volvieron a grabar juntos el tema «Callados», con un éxito rotundo. Posterior a esto, Sesto le produjo y compuso cinco exitosos álbumes más. Ese mismo año ella regresó a los escenarios con My Fair Lady, personaje que encarnó en un teatro madrileño. En términos populares, Ángela Carrasco le debe su carrera a Camilo Sesto.
En 1981 grabó un disco con Juan Carlos Calderón; el álbum Con amor..., del cual se desprendieron varios temas, como «Cariño mío», con letra de Maryní Callejo. Posteriormente grabó dos producciones de Óscar Gómez, La dama del Caribe, donde interpreta «Caribe» junto al salsero Willy Chirino, y «La candela», a dúo con la cantante Celia Cruz. En febrero de 1981 Ángela Carrasco fue invitada al prestigioso Festival de Viña del Mar en Chile, donde se presenta haciendo un dúo con Camilo Sesto y en donde ese año también se presentaron figuras como José Luis Rodríguez, Julio Iglesias, KC and the Sunshine Band, Hernaldo y un joven Miguel Bosé.
En 1987 Carrasco decidió radicarse en Estados Unidos donde cosechó éxitos, pasando por gran parte de Latinoamérica donde corrió con la misma suerte y donde compartió con otros artistas ya establecidos en el mundo del espectáculo de la época. Con su nueva discográfica grabó Boca rosa (1988), Ese hombre es... (1989) y Piel canela (1992). En esta última producción se hizo acreedora de los premios Billboard y Lo Nuestro como la mejor cantante tropical del año.
Carrasco dejó de grabar durante dos años, para regresar con una producción discográfica con canciones de los años 1940, 1950 y 1960 de la mano del cantautor mexicano Juan Gabriel. De allí nació una gran amistad y ambos decidieron grabar a dúo el tema «Libro abierto».
Luego de tres años decidió volver, y junto al productor venezolano Miguel Sierralta Jr. grabó baladas románticas llevadas al género mexicano con acompañamiento de mariachi. El disco fue compuesto por once temas popularizados por artistas reconocidos versionados por Carrasco en este popular género musical. Temas como «A puro dolor» de la agrupación Son By Four, «Vivir lo nuestro», del compositor y músico sonero cubano Adalberto Álvarez e interpretado por Adalberto Álvarez y su Son y versionado por La India y Marc Anthony, y «Te extraño, te olvido, te amo» por Ricky Martin, es parte del repertorio de este disco. También participó en el programa de telerrealidad Gran Hermano VIP, donde su estadía no fue tan prolongada.
En septiembre de 2006 durante cuatro días, celebró su espectáculo A viva voz 30 años de música en el teatro Reina Victoria de Madrid, llevando el espectáculo a varios teatros y salas de España y América.
En 2010 fue jurado en el programa Cántame cómo pasó de La 1 de Televisión Española.
Desde octubre de 2013 hasta marzo de 2014, Carrasco participó en la tercera edición del programa de televisión Tu cara me suena de Antena 3 donde debía realizar varias imitaciones de otros famosos, quedando en última posición. 
En 2015 fue galardonada con el premio a la excelencia musical del Latin Grammy Recording Academy donde fue ovacionada por sus pares artistas latinoamericanos. 
Actualmente se presenta como invitada y de forma frecuente en el proyecto mexicano Grandiosas con bastante éxito junto a otras cantantes famosas.
Actualmente dirige el centro ABC Estudio en Madrid (el nombre es en honor al centro de su padre: Academia Blas Carrasco), donde procura la formación de nuevos artistas para el teatro musical.
En marzo de 2024 en la gala de los permios Soberano en Santo Domingo recibe el premio Gran Soberano por su trayectoria artística.

## Vida privada
Carrasco se casó el 28 de febrero de 1973 en Santo Domingo, República Dominicana, con su compatriota Ramón Ignacio Socías Báez (1948-), economista de profesión que entonces trabajaba en la embajada dominicana en España. La pareja tiene dos hijos: Elvis Rafael, nacido en 1975 y Iron Bill, nacido en 1985.[cita requerida]

## Discografía
Antes de empezar oficialmente su carrera musical, Carrasco colaboró en el álbum Jesucristo Superstar de Camilo Sesto lanzado en 1975.
| Año de publicación | Título                           |
| 1974               | Mi pueblo/Todo el amor del mundo |
| 1976               | Ángela Carrasco                  |
| 1978               | Amigo mío, cuenta conmigo        |
| 1979               | Quererte a ti                    |
| 1981               | Con amor                         |
| 1983               | Unidos                           |
| 1985               | Dama del Caribe                  |
| 1986               | La candela                       |
| 1988               | Boca rosa                        |
| 1989               | Ese hombre es...                 |
| 1992               | Piel canela                      |
| 1995               | Una producción de Juan Gabriel   |
| 2000               | A puro dolor                     |
| 2004               | Muy personal                     |
| 2021               | Él y yo                          |

### Sencillos
- «Ahora o nunca»
- «Alguien como tú»
- «Boca rosa»
- «Callados» (junto a Camilo Sesto)
- «Cariño mío»
- «Dos cuerpos»
- «Es más que amor»
- «Ese hombre es...»
- «Libérate, libérame»
- «Lo quiero a morir»
- «Mi único amigo»
- «Mientras mi alma sienta»
- «No me puedo quejar»
- «No, no hay nadie más»
- «No quiero nada de ti»
- «Quererte a ti»
- «Quiéreme»
- «Si tú eres mi hombre» (versión en español de la canción «The Power of Love» de Jennifer Rush)
- «Solo soy»
- «Suspiros»

## Filmografía

#### Películas
- La discoteca del amor (1980)
- Las vacaciones del amor  (1981)

#### Programas de televisión
- ¡Señoras y señores! (1973-1975), como azafata y presentadora.
- Un, dos, tres... responda otra vez (1984-1985), como artista invitada y concursante.
- Gran Hermano VIP (2004), como concursante.
- Ahora caigo (2013), como invitada especial.
- Tu cara me suena (2013-2014), como concursante.

## Premios y reconocimientos
- Galardonada con varias estatuillas en los Premios Casandra, y fue reconocida con un casandra especial durante la celebración de los Premios Casandra de 2009.
- Ha sido galardonada en los premios Billboard y Lo Nuestro, respectivamente.
- Premio a la excelencia musical en los Grammy Latinos de 2015 por sus contribuciones artísticas.
- En 2024 fue galardona con el Gran Soberano, máximo reconocimiento otorgado a los artistas dominicanos.